# Centro Social Deportivo Barber
El Centro Social Deportivo Barber (nom complet Sport Voetbal Centro Social Deportivo Barber) és un club de futbol de la ciutat de Barber, a Curaçao. Va ser fundat el 1951.

## Palmarès
- Lliga de Curaçao de futbol:[2]
  - 2002, 2003, 2004, 2005, 2007, 2014

- Campionat de les Antilles Neerlandeses de futbol:[3]
  - 2002, 2003, 2004, 2005, 2006, 2007, 2008, 2010

- Sekshon Amatùr:
  - 1995